# 蘇惟霖
蘇惟霖（？—？），字潜甫（潛夫），号云浦，湖廣荆州府江陵县人，明朝政治人物。

## 生平
萬曆十九年（1591年）辛卯科湖廣乡试舉人，二十六年（1598年）戊戌科進士，礼部觀政，二十八年授中书舍人，三十年养病，三十三年補原职，行取，三十六年考選为廣東道監察御史，三十八年巡漕，巡视西城，三十九年巡按直隶、山西宣大。四十一年七月升河南水利道副使，四十三年兼布政使參議。著有《两淮游草》。

## 家族
曾祖蘇瑰。祖苏彦深。父苏祖。